# 김광석
김광석(金光石, 1964년 1월 22일 ~1996년 1월 6일)은 대한민국의 싱어송라이터였다. 2014년 제5회 대한민국 대중문화예술상 대통령표창이 추서됐다.
대구광역시에서 태어나,  서울로 상경하여 1982년에 명지대학교 경영학과에 입학했고, 대학연합 동아리에 가입하면서 선배들과 함께 소극장에서 가요 공연을 시작했다. 1984년에 김민기의 음반에 참여하면서 데뷔했으며, 노찾사 1집에도 참여했다. 이후 밴드 동물원의 보컬로 활동하면서 이름을 일반 대중에까지 알렸으며, 동물원 활동을 그만둔 후에도 통기타 가수로 큰 인기를 누렸다. 1996년 1월 6일 사망했으나 사인 관련에 대한 논란은 아직까지도 계속되고 있다.
2007년, 그가 부른 노래 중 하나인 〈서른 즈음에〉가 음악 평론가들에게서 최고의 노랫말로 선정됐다. 2008년 1월 6일은 12주기 추모 콘서트와 함께 대학로의 학전 블루 소극장에서 노래비 제막식이 열렸다.
또한 2010년 11월 그가 태어난 대구 중구 대봉동 신천 둑방길은 그를 기리는 김광석다시그리기길이 조성되어 350미터의 길에 김광석의 삶과 노래를 주제로 한 다양한 벽화와 작품들이 들어서 많은 사람들이 찾는 명소가 되었다. 2015년 11월 2일, 1975년부터 1990년까지 김광석이 살던 창신동 130-54의 양옥이 매각됐다.

## 생애
1964년 1월 22일, 대구시 대봉동에서 3남 2녀 중 막내로 태어났다. 초등학교 입학 전에 서울특별시 동대문구 창신동으로 이주하여 서울창신초등학교, 경희중학교, 대광고등학교를 나왔다. 중학교 시절 현악부 활동을 하며 선배들로부터 바이올린을 다루고 악보를 보는 법을 배웠으며, 대광고등학교 시절 합창부로 활동을 하면서 음악적 감성을 키웠다.
1982년에 명지대학교 경영학과에 입학하였고, 이후 대학연합 동아리에 가입하면서 민중가요를 부르고 선배들과 함께 소극장에서 공연을 시작하였다. 1984년 12월 노래를 찾는 사람들 1집에 참여하여 활동하였다. 1985년 1월 입대하였고, 6개월 단기사병(방위병)으로 복무를 마치고 제대하였다. 큰형(김광동)이 1980년 10월에 군복무 중 사망했기 때문이고, 관련해서 김광석은 인생이야기 음반에서 이등병의 편지 부르기 전에 이야기한다. 제대 후 복학해 다시 노래를 찾는 사람들에 합류하여 1, 2회 정기공연에 참여한다. 1987년 학창시절 친구들과 함께 동물원을 결성해 동물원 1집과 2집을 녹음하였다.
1989년 10월 솔로로 데뷔하여 첫 음반을 내놓았으며, 이후 1991년에 2집, 1992년에 3집을 발표하였고, 1994년에 마지막 정규 음반인 4집을 발표하였다. 정규 음반 외에 리메이크 앨범인 다시부르기 1집과 2집을 1993년과 1995년에 각각 발표하였다. 1991년부터 꾸준히 학전 등의 소극장을 중심으로 공연하였으며, 1995년 6월 29일 KMTV 슈퍼콘서트를 찍었다.

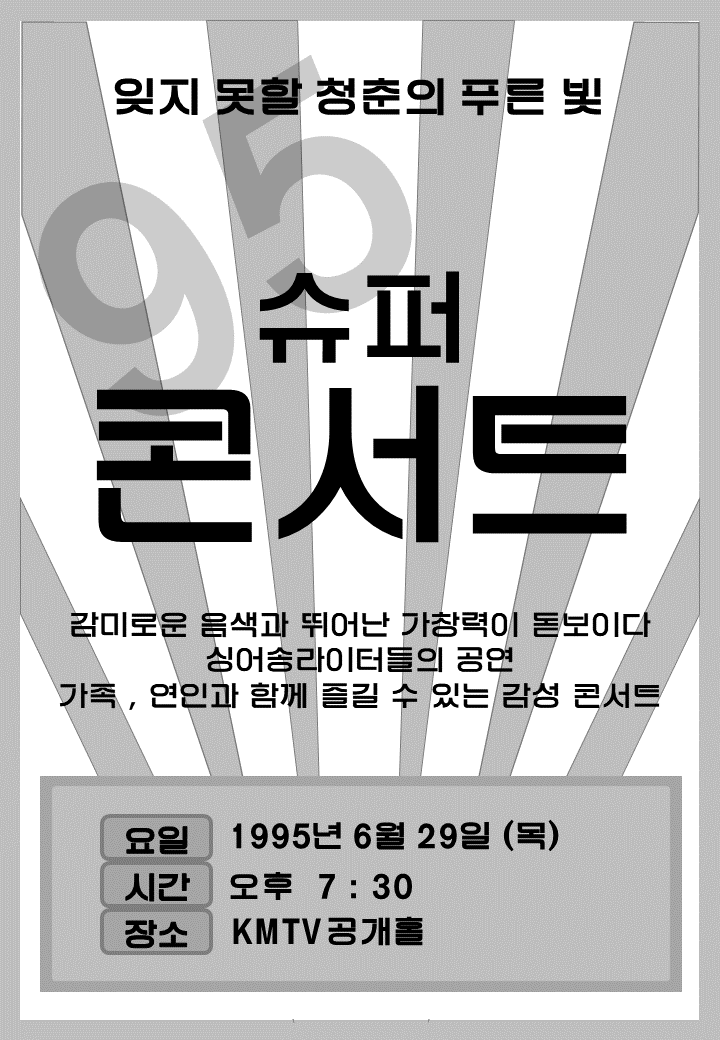
슈퍼콘서트 포스터

그리고 1995년 8월 11일에는 소극장에서 1000회 공연의 기록을 세웠다.
1996년 1월 5일 박상원이 진행하던 HBS '겨울나기'에 출연을 하였는데 여기에서 '너무 아픈 사랑은 사랑이 아니었음을' '그녀가 처음 울던 날' 을 부른 것이 마지막 공연과 모습이 되었다.
1996년 1월 6일 새벽 4시 30분 마포구 원음빌딩 자택 403호에서 전깃줄과 밧줄로 목 매 숨진 채 발견되었다. 시신을 화장한 후 사리 9과가 나와 화제가 되기도 하였다. 유족으로는 부인(4년 연하녀 서해순, 1990년 결혼)과 딸(김서연), 어머니(이달지), 큰누나(김광나), 둘째형(김광복), 작은누나(김광득)이며, 큰형(김광동)은 김광석이 군 입대 도중 세상을 떠났으며 아버지(김수영)는 2004년 별세했다. 

### 딸 사망
딸 김서연은 1991년에 태어났고 자폐성 장애를 앓고 있었는데 2007년 사망한 사실이 2017년 9월 뒤늦게 밝혀졌다. 
《불후의 명곡 - 전설을 노래하다》의 2016년 1월 23일, 1월 30일 방송분에서 김광석 20주기를 맞아 다시 김광석 편을 하였다.

## 본인 사망
부인 서해순은 살인이 아닌 자살이라고 주장을 했지만 가족 및 지인들은 의혹을 제기했다. 세간에 알려진 김광석의 자살설에 대해 가족들은 "자살할 아이가 아니다" 라고 일축했다. 김광석의 누나들은 "광석이는 '부모보다 먼저 가는 자식만큼 불효는 없다'라고 항상 말했다. 오래 살고 싶다고 했다" 라며 스스로 목숨을 끊을 이유가 없다는 모습을 보였다. 어머니 역시 "활발하고 마음이 약한 아이다. 자살할 아이가 아니다. 착하고 남한테 해코지할 사람도 아니다" 라며 아들의 자살을 믿지 못했다. 또, 김광석과 음악 동호회 활동을 했던 한 지인은 "돌아가시기 한 6개월 전쯤부터는 거의 매일 보다시피 했다"며 "자살했다는 것 자체가 황당하다. 개인적으로 타살이라고 생각하는데 의문점들이 지금이라도 밝힐 수 있다면 밝혀져 김광석이 어떻게 돌아가시게 된 것인지 밝혀졌으면 좋겠다고 생각한다"라고 말했다.
김광석이 죽었을 때 부인 서해순은 3가지
진술을 했다. 근데 다 다르다.
1.티비를 보다가 쿵 소리가 나서 나가보니
목에 줄을 매고 죽어 있었다.
2.티비를 보다가 김광석이 너무 추울까봐
이불을 가져다 주러 갔는데 죽어 있었다.
3.잠을 자다가 쿵 소리가 나서 나가보니
목에 줄을 매고 죽어 있었다. 고 말했다.
총 3가지 주요 의문점이 있었는데 1. 김광석이 목을 스스로 맸냐는 것, 2. 유서가 발견되지 않은 점, 3. 정말로 우울증이 있었냐는 것이다. 1번 의문의 근거는 목을 매달 전깃줄을 묶기 위해 쓰였어야 했을 의자가 발견되지 않았고 목을 매달 위치조차 아니라는 것이다. 결론적으로 자살을 할만한 장소가 아니었다는 주장이다. 또 지인은 "계단에 비스듬히 앉아있는 것처럼 해서 발견됐다. 줄이 늘어나야 사람이 서있을거다. 근데 전깃줄이 늘어나냐"라고 의문을 제기했다. 하지만 당시 고 김광석 자택은 현재 내부 공사가 이루어져 확인할 수 없는 상태였다. 2번 의문은 고 김광석씨는 메모광으로 유명하였는데, 아무런 유서도 없었기 때문이다. 고 김광석 첫째 자형은 "(김광석은) 메모가 아주 필수적이고 기본적인 습관이 있다. 틀림없이 유서가 있을 것이다"라고 털어놨다. 3번째 이유가 된 고 김광석씨의 부인 서해순씨가 주장한 우울증 역시 지인 말에 따르면 이해되지 않는 부분이다. 음악 동호회 지인은 "분명 말씀 드릴 수 있다. 김광석 씨가 우울증이 있었으면 내가 몰랐을 리가 없다"며 "적어도 1년동안 가장 가까이서 지켜봤다. 라이브 1,000회 공연할 때 매일 봤었고 그동안 병원 가는걸 본적이 없다"라고 설명했다.
또한, 부인 서해순의 말의 신뢰도는 떨어지는데, 첫번째, 사후 얼마 안되어 딸과 미국으로 간 점. 두번째, 김광석씨 가족과 재산 다툼을 한 점. 세번째, 김광석씨 아버지와 합의한 내용을 어긴 점이다.
2017년 의문스러운 죽음을 다룬 영화가 제작되었고, 더불어민주당의 의원들이 김광석의 타살 의혹을 제기하고, 딸이 2007년에 사망한 사실이 은폐되어온 사실이 밝혀지면서 김광석의 사인을 재조사해야 한다는 움직임이 있었다. 또한 김광석의 딸인 김서연이 어머니에게 피살되었다는 의혹도 제기되었다. 다만 김광석 본인의 의문사는 공소시효가 지나 처벌할 수 없다. 이에 김광석의 유족과 일부 정치인은 김광석의 처 서해순을 딸에 대한 살인과 소송사기로 고발하여, 수사가 진행 되었으나 무혐의 처분되었다.
또한 서해순은 김광석이 여자관계가 있다고 하였지만 반대로 서해순이 남자관계가 있었다고 하며 그 남자는 김광석의 친구라고 한다. 김광석이 죽기 전 날 서해순에게 이혼을 요구하고 사망하였다.

## 앨범

### 정규앨범
1. 《김광석 1》 - 1989년 9월 20일
2. 《김광석 2Nd》 - 1991년 2월 20일
3. 《김광석 3번째 노래모음》 - 1992년 3월 20일
4. 《김광석 네번째》 - 1994년 6월 25일

### 리메이크 앨범
다시 부르기 1
1. 이등병의 편지
2. 사랑이라는 이유로
3. 사랑했지만
4. 그날들
5. 너에게
6. 슬픈노래
7. 거리에서
8. 말하지 못한 내사랑
9. 그루터기
10. 기다려줘
11. 흐린 가을 하늘에 편지를 써
12. 그대의 웃음소리
13. 광야에서

다시 부르기 2
1. 바람과 나
2. 그녀가 처음 울던 날
3. 두 바퀴로 가는 자동차
4. 잊혀지는 것
5. 불행아
6. 내 사람이여
7. 어느 60대 노부부 이야기
8. 변해가네
9. 새장 속의 친구
10. 나의 노래
11. 너무 아픈 사랑은 사랑이 아니었음을

### 라이브 앨범
인생이야기
1. 서른 즈음에
2. 이야기 하나
3. 이야기 둘
4. 거리에서
5. 잊어야 한다는 마음으로
6. 사랑이라는 이유로
7. 이야기 셋
8. 바람이 불어오는 곳
9. 이등병의 편지
10. 기다려 줘
11. 사랑했지만
12. 이야기 넷
13. 어느 60대 노부부 이야기
14. 너무 아픈 사랑은 사랑이 아니었음을
15. 나의 노래

노래이야기
1. 먼지가 되어
2. 이야기 하나
3. 나른한 오후
4. 꽃
5. 그날들
6. 혼자 남은 밤
7. 그대 웃음 소리
8. 이야기 둘
9. 흐린 가을 하늘에 편지를 써
10. 너무 깊이 생각하지 마
11. 이야기 셋
12. 그녀가 처음 울던 날
13. 이야기 넷
14. 자유롭게
15. 일어나

### 재발매 앨범
- 1+2
- 다시부르기 1, 2
- 노래이야기 + 인생이야기
- 셋, 넷
- 김광석 Best
- 2집 비밀

### 추모 앨범
- 가객 - 부치지 않은 편지

1. 부치지 않은 편지 #1/김광석
2. 부치지 않은 편지 #2/김광석
3. 내 사람이여/권진원
4. 별이 되어 떠난 벗을 그리며/권진원+송숙환
5. 겨울새/안치환
6. 어머니/노래마을
7. 바람꽃/류금신
8. 이름없는 들풀로 피어/김영남
9. 서른 즈음에/박학기
10. 노래(나의 노래)/노래마을
11. 이등병의 편지/김현성
12. 그루터기/이정열
13. 광야에서/윤도현
14. 흐린 가을하늘에 편지를 써/노래마을
15. 부치지 않은 편지 #3/이정열+노래마을
16. 오랜 날들이 지난 뒤에도/백창우

- 김광석 Anthology - 다시 꽃씨되어

1. 흐린 가을 하늘에 편지를 써 /이소라 외 17명
2. 서른 즈음에 /박학기, 권진원
3. 거리에서 /나원주
4. 나의 노래 /한동준, 여행스케치
5. 그대가 기억하는 나의 옛 모습 /조트리오
6. 너무 아픈 사랑은 사랑이 아니었음을 /강산에
7. 변해가네 /동물원
8. 일어나 /엄태환, 이정열, 서우영
9. 이등병의 편지 /윤도현
10. 그날들 /안치환
11. 그녀가 처음 울던 날 /김건모
12. 기대어 앉은 오후에는 /장필순, 윤종신
13. 혼자 남은 밤 /더 클래식
14. 거리에서 Instrumental
15. 혼자 남은 밤 Instrumental
16. 이등병의 편지 Instrumental

### 사후 발매된 앨범
- 김광석 Collection : My Way 1964-1996
  - Story One - 편지 : 서른살, 사랑에 대한 독백
  - Story Two - 바람 : 꿈의 노래, 희망의 이야기
  - Story Three - 달 : 서람 속에 숨겨진 젊은 날의 노래
- 풍경소리 : 그 사람을 만나러 가는 길
- 김광석 5th CLASSIC
- 김광석 나의노래 (2012년 7월 17일, CJE&M, 박스셋, 북클릿(가사, 악보, 화보집))
  - 김광석 1
  - 김광석 2nd
  - 김광석 3번째 노래 모음
  - 김광석 다시 부르기 1
  - 김광석 네 번째
김광석 '나의 노래' Box Set
  - 김광석 다시 부르기 2
  - 김광석 노래 이야기
  - 인생 이야기
  - 남겨진 노래
  - 당신, 김광석 (DVD)

1. 자장가
2. 여행
3. 타는 목마름으로
4. 그날들
5. Into The Breeze (Tribute By Johan)
6. 사랑이라는 이유로
7. 당신, 김광석
8. Live@Washington University : Wydown Hall

- Unforgettable

### 주제가
- 1993년 화인프로덕션 비디오 슈퍼 마리오3 주제가

## 방송

### 진행
- 1991년 ~ 1995년 불교방송 《밤의 창가에서》 DJ

## 수상 내역
- 2014년《대한민국 대중문화예술상》대통령 표창

## 참고 자료
- 김광석의 이야기 - 김광석 Collection : My Way 1966-1996 에 첨부된 소책자